# Roseboro
Roseboro é uma cidade  localizada no estado norte-americano de Carolina do Norte, no Condado de Sampson.

## Demografia
Segundo o censo norte-americano de 2000, a sua população era de 1267 habitantes.
Em 2006, foi estimada uma população de 1458, um aumento de 191 (15.1%).

## Geografia
De acordo com o United States Census Bureau tem uma área de 3,0 km², dos quais 3,0 km² cobertos por terra e 0,0 km² cobertos por água. Roseboro localiza-se a aproximadamente 46 m acima do nível do mar.

## Localidades na vizinhança
O diagrama seguinte representa as localidades num raio de 20 km ao redor de Roseboro.